# La Gloire du gouverneur de Guyenne
La Gloire du gouverneur de Guyenne est une peinture à l'huile de Pierre Lacour réalisée vers 1774. 

## Description
L’œuvre est un projet pour le plafond du Grand Théâtre de Bordeaux. 
En mars 2016, l'œuvre est mise en vente aux enchères, pour une mise à prix de 6 000 euros. Le tableau est acheté par la société des amis du musée des beaux-arts de Bordeaux qui en fait don au Musée des beaux-arts.